# Ludlow (Maine)
Ludlow ist eine Town im Aroostook County des Bundesstaates Maine in den Vereinigten Staaten. Im Jahr 2020 lebten dort 434 Einwohner in 236 Haushalten auf einer Fläche von 57,3 km².

## Geographie
Nach dem United States Census Bureau hat Ludlow eine Gesamtfläche von 57,03 km², von der 57,01 km² Land sind und 0,02 km² aus Gewässern bestehen.

### Geographische Lage
Ludlow liegt auf einer stark bewaldeten Ebene im Nordosten Maines, nahe der Grenze zu Kanada. Das Gelände weist eine große Zahl kleiner Seen, aber keine nennenswerten Anhöhen oder Fließgewässer auf.

### Nachbargemeinden
Alle Entfernungen sind als Luftlinien zwischen den offiziellen Koordinaten der Orte aus der Volkszählung 2010 angegeben.
- Norden: Hammond Plantation, 2,6 km
- Nordosten: Littleton, 15,4 km
- Osten: Houlton, 15,2 km
- Süden: New Limerick, 2,1 km
- Westen: Smyrna, 13,9 km

### Stadtgliederung
Es gibt in Ludlow nur ein Siedlungsgebiet mit gleichem Namen.

### Klima
Die mittlere Durchschnittstemperatur in Ludlow liegt zwischen −12,2 °C (10° Fahrenheit) im Januar und 19,4 °C (67° Fahrenheit) im Juli. Damit ist der Ort gegenüber dem langjährigen Mittel Maines im Winter um etwa 3,5 Grad kühler, während das Sommerhalbjahr weitgehend dem Mittel Maines entspricht. Die Schneefälle zwischen Oktober und Mai, mit einem Spitzenwert von etwa 62 cm im Januar,  liegen mit bis zu drei Metern etwa dreifach so hoch wie die mittlere Schneehöhe in den USA, die tägliche Sonnenscheindauer liegt am unteren Rand des Wertespektrums der USA.

## Geschichte
Die Town Ludlow wurde am 21. März 1864 gegründet, zuvor war das Gebiet als Belfast Academy Grant Plantation bekannt. Die Town organisierte sich im Jahr 1840. Die ursprüngliche Bezeichnung lautete Northerly half of Township No. 6, Second Range West of the Easterly Line of the State (T6 R2 WELS). Mit General John Cummings, einem Bevollmächtigten für die Eigner des Grants der Belfast Academy, erreichte der erste weiße Siedler am 8. Oktober 1826 das Gebiet.
Ende des 19. Jahrhunderts gab es in Ludlow auch zwei Sägemühlen, jedoch ist die Town wirtschaftlich als Farmland geprägt. Hauptsächlich wird Hafer, Weizen und Kartoffeln angebaut.
Der Bestseller Friedhof der Kuscheltiere von Stephen King spielt in Ludlow.

### Einwohnerentwicklung
| Volkszählungsergebnisse – Town of Ludlow, Maine | Volkszählungsergebnisse – Town of Ludlow, Maine | Volkszählungsergebnisse – Town of Ludlow, Maine | Volkszählungsergebnisse – Town of Ludlow, Maine | Volkszählungsergebnisse – Town of Ludlow, Maine | Volkszählungsergebnisse – Town of Ludlow, Maine | Volkszählungsergebnisse – Town of Ludlow, Maine | Volkszählungsergebnisse – Town of Ludlow, Maine | Volkszählungsergebnisse – Town of Ludlow, Maine | Volkszählungsergebnisse – Town of Ludlow, Maine | Volkszählungsergebnisse – Town of Ludlow, Maine |
| Jahr                                            | 1800                                            | 1810                                            | 1820                                            | 1830                                            | 1840                                            | 1850                                            | 1860                                            | 1870                                            | 1880                                            | 1890                                            |
| ----------------------------------------------- | ----------------------------------------------- | ----------------------------------------------- | ----------------------------------------------- | ----------------------------------------------- | ----------------------------------------------- | ----------------------------------------------- | ----------------------------------------------- | ----------------------------------------------- | ----------------------------------------------- | ----------------------------------------------- |
| Einwohner                                       |                                                 |                                                 |                                                 |                                                 |                                                 |                                                 | 287                                             | 371                                             | 468                                             | 375                                             |
| Jahr                                            | 1900                                            | 1910                                            | 1920                                            | 1930                                            | 1940                                            | 1950                                            | 1960                                            | 1970                                            | 1980                                            | 1990                                            |
| Einwohner                                       | 394                                             | 412                                             | 375                                             | 361                                             | 343                                             | 361                                             | 274                                             | 259                                             | 403                                             | 430                                             |
| Jahr                                            | 2000                                            | 2010                                            | 2020                                            | 2030                                            | 2040                                            | 2050                                            | 2060                                            | 2070                                            | 2080                                            | 2090                                            |
| Einwohner                                       | 402                                             | 404                                             | 434                                             |                                                 |                                                 |                                                 |                                                 |                                                 |                                                 |                                                 |

## Wirtschaft und Infrastruktur

### Verkehr
Ludlow liegt an der Bahnstrecke Brownville–Saint-Leonard. Der U.S. Highway 2 und die Interstate 95 verlaufen in westöstlicher Richtung entlang der südlichen Grenze von Ludlow.
Im benachbarten Houlton befindet sich der nächste Flughafen, der Houlton International Airport. Derzeit (2007) finden nur Charterflüge statt. Der Flughafen beherbergt außerdem eine Flugschule.

### Öffentliche Einrichtungen
In Houlton befindet sich die Cary Library, die auch den Bewohnern von Ludlow zur Verfügung steht.
In Ludlow gibt es kein Krankenhaus, dafür befinden sich mehrere Krankenhäuser und Medizinische Einrichtungen in Houlton.

### Bildung
Ludlow gehört mit Amity, Cary Plantation, Haynesville, Hodgdon, Linneus und der New Limerick zum Maine School Administrative District #70.
Im Schulbezirk werden den Schulkindern mehrere Schulen angeboten:
- Mill Pond School in Hodgdon
- Hodgdon Middle / High School in Hodgdon